# Krzysztof Żelski
Krzysztof Żelski (Zielski) herbu Ogończyk (ur. ok. 1606, zm. po 5 grudnia 1680) – pisarz ziemski bielski w latach 1646–1680.
Poseł na sejmy: 1644, 1645, 1646, 1647, 1648, 1649/1650 1652, 1655, 1658, 1661, 1662, 1674, z sejmiku bielskiego województwa podlaskiego. Jako poseł bielski na sejm konwokacyjny 1648 roku był członkiem konfederacji generalnej zawiązanej 31 lipca 1648 roku. W 1648 roku był elektorem Jana II Kazimierza Wazy z województwa podlaskiego. Poseł sejmiku brańskiego na sejm koronacyjny 1649 roku, sejm 1650, 1652 (I), 1652 (II), 1653, 1654 (I), 1654 (II), 1659, 1667, poseł na sejm nadzwyczajny 1668 roku i na sejm konwokacyjny 1668 roku. Był członkiem konfederacji generalnej zawiązanej 5 listopada 1668 roku na tym sejmie. Poseł ziemi bielskiej na sejm 1661 roku. Jako poseł ziemi bielskiej na sejm elekcyjny 1669 roku był elektorem Michała Korybuta Wiśniowieckiego z ziemi bielskiej w 1669 roku. Jako poseł na sejm konwokacyjny 1674 roku z ziemi bielskiej był członkiem konfederacji generalnej zawiązanej 15 stycznia 1674 roku na tym sejmie. W czasie elekcji 1674 roku został sędzią generalnego sądu kapturowego.
W 1674 roku był elektorem Jana III Sobieskiego i posłem na sejm elekcyjny z ziemi bielskiej jako deputat z Małopolski podpisał jego pacta conventa.
Żonaty dwukrotnie, pozostawił z pierwszą żoną kilkoro dzieci, m.in. Jana Kazimierza.